# 성남도서관
성남도서관은 대전광역시 동구 성남동 소재의 구립 도서관이다.

## 연혁
- 2004년 5월 15일 성남도서관 착공
- 2004년 11월 1일 성남도서관 준공
- 2004년 12월 28일 성남도서관 개관

## 시설현황
- 지상 3층: 회의실
- 지상 2층: 종합자료실
- 지상 1층: 유아실, 어린이자료실

## 이용 안내
이용 시간
- 어린이자료실, 종합자료실: 매일 09:00~18:00

휴관일
- 정기휴관일 : 매주 월요일, 국경일
- 임시휴관일 : 기타 관장이 필요하다고 인정되는 경우